# Мамахуана

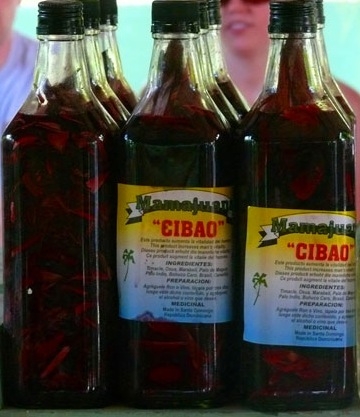
Мамахуана — алкогольный напиток Доминиканской республики

Мамахуана — национальная алкогольная настойка в Доминиканской республике. В её состав входят различные компоненты растительного происхождения: кусочки древесины, коры, листьев, сбор трав, специи. Для её изготовления используются ром, красное вино и мёд.
Один из рецептов приготовления:
Смесь засыпается в стеклянную ёмкость, заливается красным вином (без разницы сладким или сухим). Настаивается 30 дней в темном месте. Первый настой сливается, так как он очень горький на вкус (можно использовать для принятия ванны). На второй и последующие настои, пригодные для питья: 2 столовые ложки меда, 70 % красного вина и 30 % рома. Ром можно заменять коньяком или виски. По желанию можно добавлять различные специи. Заливать смесь можно до 20 раз. Есть мнение, что можно заливать два года, пока кусочки дерева не приобретут угольно-чёрный цвет.
Приобрести Мамахуану можно как в виде сухого набора трав, коры и деревяшек для самостоятельного изготовления настойки, так и в виде напитка, готового к употреблению. Первым заводом по производству готовой к употреблению Мамахуаны в 2005 году стал завод J & J Spirits, производящий Mamajuana Kalembu.
Мамахуану употребляют либо шотами по 50 грамм, либо смакуют со льдом. Готовую к употреблению Мамахуану часто добавляют в коктейли, такие как Мохито, Кампари, Блади Мэри, что придает им оригинальную пряность. Также Мамахуану смешивают с соками, такими как апельсиновый, ананасовый или соком маракуйи (Chinola, исп.).
Состав Мамахуаны:
- Anamú (Petiveria alliacea[англ.]). Существует около 30 наименований этого растения в Латинской Америке, среди них Hierba de Ajo — чесночная трава, так её называют из-за резкого чесночного запаха.
- Bejuco (Gauco[англ.], лиана). Этим термином в Латинской Америке и на Антильских Островах принято называть все вьющиеся, ползущие растения, лозы и лианы. Всем типам Bejuco приписывают мощные целительные свойства. Индейцы доколумбовой культуры использовали их как антидот против укуса ядовитых змей, скорпионов и пауков. Современные научные исследования не только подтверждают правоту индейских знахарей, но и расширяют спектр лечебных свойств этих растений.
- Bejuco palo Indio (Gouania lupuloides[англ.]). Также называют мыльником (jaboncillo). C незапамятных времён из него изготавливают жевательные палочки для очищения зубов. Волокна растения образуют мыльную пену, и это используют для производства зубной пасты. Из-за терпкого освежающего вкуса, напоминающего имбирь, на Ямайке его добавляют в пиво.
- Bejuco de Costilla (Uncaria tomentosa). Используют кору, корень и листья растения для производства лекарственных препаратов.
- Bejuco palo de Brasil (Caesalpinia echinata). Дерево тропических лесов с очень плотной древесиной красноватого цвета. Используется для изготовления мебели, музыкальных инструментов и инкрустаций. Также и в медицине — обладает сильным вяжущим свойством, сильный антисептик.
- Bejuco pega palo (Cissus verticillata[англ.]). Имеет широкий спектр медицинского применения. Средство против простудных заболеваний, показано при заболевании кожи. Имеет ранозаживляющее и антисептическое действия и т. д.
- Bejuco uña de gato. Это очень популярный в последнее время Кошачий коготь.
- Bejuco de Verraco или Timacle (Chiococia alba[англ.]). Небольшое деревце или кустарник. Его перевитый в форме лозы корень также используют в медицине.
- Guayacan (Guaiacum officinale). Гваяковое дерево (или бакаутовое дерево). Его смолистая древесина содержит сапонины и эфирное масло, богатое азуленом. Аромат древесины, с оттенком чайной розы и дымка, служит натуральной отдушкой при изготовлении натуральных косметических средств. Обладает противовоспалительным действием и улучшает кровообращение.
- Bejuco caro. Ещё одна лиана, произрастающая в Доминикане.
- Albahaca (Ocimum basilium) — базилик.
- Maguey (Agave salmiana) — агава. Этим названием объединяют более 120 растений-суккулентов. Высокая концентрация сахара в агавах превратила их в сырьё для производства всем известных спиртных напитков.
- Аnis estrellado (Illicium verum). Звёздчатый анис, бадьян.
- Canelilla (Cryptorhiza haitiensis). Коричное дерево из семейства Лавровых. Ценится в кулинарии и широко используется в народной медицине.
- Gengibre amargo (Zingiber officinalis) — горький имбирь.
- Raiz de coco (кокосовая пальма). Корневище кокосовой пальмы. Используется как ранозаживляющее, для улучшения кровообращения и т. д. Также натуральный краситель красного цвета в настойках.
- Clavo dulce (Myrtaceae) — гвоздика.
- Romero (Rosmarinus) — рoзмарин.
- Melisa (Melissa officinalis) — мeлисса.
- Lima (Citrus aurantiifolia) — лайм.
- Marabeli (Securidaca virgata). Секуридака прутьевидная, семейство истодовые. Народные названия: Maravedí, enredadera de hacha, bejuco de sopla, jaboncillo, jazmín cimarrón. Отвары корней и цветов используются при лечении заболеваний легких и дыхательных путей (катар верхних дыхательных путей, грудная водянка, псевдомембранозный ларингит и т. п.) для разжижения слизи и улучшения отхаркивания.
- Malagueta (Pimenta dicoica) — душистый или ямайский перец.
- Osua (Pimenta racemosa). Пимента кистевидная, она же гвоздичный перец или американский лавр. Из листьев производится ценное эфирное масло.
- Timacle (Chiococca alba). Чиококка, ещё название — ледовитка. Корень обладает многими лекарственными свойствами, в том числе помогает при змеиных укусах.[источник не указан 2625 дней]